# احمد آریامنش
احمد آریامنش (زاده ۲۸ اردیبهشت ۱۳۴۷ در همدان) خطاط، نقاش و مبدع خط کرشمه و خط سفیر است. ‏ وی دانش‌آموختهٔ مقطع کارشناسی ارشد در رشته مدیریت شهرسازی و استاد رسمی انجمن خوشنویسان ایران است. ‏ او فعالیت هنری خود را در سال ۱۳۶۰ با آموختن خط نستعلیق آغاز کرد. آریامنش زیر نظر مدرسانی از جمله: یدالله آذرپیرا، احمد تیموری، عبدالله فرادی، غلامحسین امیرخانی، جلیل رسولی، علی شیرازی و جواد بختیاری آموخت. ‏ او اولین کتاب آموزشی خود را در زمینه نگارش خط نستعلیق با نام «هماهنگی و حُسن همجواری در نستعلیق» در سال ۱۳۷۱ منتشر کرد. این کتاب به چاپ پنجم رسید. این هنرمند خط کرشمه را با بهره‌گیری از فرم‌های ‏خط میخی در سال ۱۳۷۱ ایجاد کرد و کتاب «تغییر و تحول خط کرشمه» را در زمینه شیوه نگارش این خط به چاپ رساند. وی همچنین خط سفیر را در سال ۱۳۸۵ ابداع کرد و شیوه نگارش این خط را در کتابی با نام «سفیر، جستجوهای احمد آریامنش در خوشنویسی» به چاپ رساند.
او تا کنون در ۲۰۰ نمایشگاه گروهی و ۲۰ نمایشگاه انفرادی در کشورهای ایران، روسیه، امارات متحده عربی، الجزایر، قزاقستان و ازبکستان شرکت کرده‌است‎. این هنرمند مجموعه آثاری از تلفیق خط و عکاسی نیز خلق کرده‌است که در آن با استفاده از نور در محیط تاریک به خوشنویسی و ثبت اثر پرداخته‌است. ‏
‏

## نمایشگاه‌های انفرادی:[۹]
- نمایشگاه انفرادی در ساختمان مرکزی انجمن خوشنویسان ایران، اشک قلم (تهران- ۱۳۶۹)‏
- نمایشگاه انفرادی خوشنویسی و نقاشی، گالری سبز (تهران-۱۳۸۰)‏
- نمایشگاه انفرادی، فرهنگسرای بهمن، (تهران۱۳۸۱)‏
- ‏نمایشگاه انفرادی، گالری برگ، (تهران-۱۳۸۲)‏
- ‏نمایشگاه انفرادی، کتابخانهی ملی مسکو (مسکو، روسیه-۱۳۸۳)‏
- ‏نمایشگاه انفرادی، انجمن ایرانیان (دبی، امارات متحده عربی-۱۳۸۶)‏
- ‏نمایشگاه انفرادی، گالری ساربان (تهران-۱۳۹۱)‏[۱۰]
- ‏نمایشگاه انفرادی «نور نوشت»، گالری شکوه (تهران-۱۳۹۲)‏[۱۱]
- ‏نمایشگاه انفرادی «زیر چرخ کبود»، گالری ساربان (تهران-۱۳۹۲)‏[۱۲]
- ‏نمایشگاه انفرادی نقاشی خط، «عشق شادی است»، گالری والی (تهران-۱۳۹۴)‏[۱۳]
- ‏نمایشگاه انفرادی، «گذر»، گالری مژده، (تهران-۱۳۹۸)‏[۱۴][۱۵]
- ‏نمایشگاه انفرادی «پس از پنجاه» فرهنگسرای نیاوران (تهران-۱۱۴۰۱‎۴۰۱)‏[۱۶]

## جوایز:[۱۷]
- کسب رتبه نخست در اولین جشنواره بزرگ خوشنویسی استان همدان ۱۳۷۸‏
- مقام اول دانشجویان آموزشکده‌های سراسر کشور (۱۳۷۰)‏
- مقام دوم دانشجویان دانشگاه‌های سراسر کشور (۱۳۶۸)‏
- هنرمند برگزیده جشنواره بین‌المللی قزوین(۱۳۹۵)‏
- جایزه، هنرمند برگزیده در فستیوال بین‌المللی امام علی(‎۱۳۷۹)‏
- جایزه بعنوان هنرمند رتبهٔ نخست در فستیوال بین‌المللی قرآن (۱۳۸۵)
- مقام سوم جشنواره بین‌المللی الجزایر (۱۳۹۳‏)

## سایر فعالیت‌ها:‏
- ‏انتشار کتاب «هماهنگی و حُسن همجواری در نستعلیق» توسط انتشارات یساولی (۱۳۷۰)
- ‏انتشار کتاب «تغییر و تحول خط کرشمه»[۱۸] (۱۳۷۱)
- ‏انتشار کتاب «سفیر، جستجوهای احمد آریامنش در خوشنویسی»[۱۹]
- ‏برپایی ورکشاپ تحت عنوان کنسرت خط و صلح در خانه هنرمندان ۱۳۹۴ و ۱۳۹۷‏[۲۰]
- ‏شرکت در دو دوره از حراج تهران در سال‌های ۱۳۹۴ و ۱۴۰۰[۲۱]
- رئیس اولین سمپوزیوم خوشنویسی و نقاشیخط کرشمه و سفیر در خانه هنرمندان ایران در مهرماه 1403